# Trillium discolor
Trillium discolor är en nysrotsväxtart som beskrevs av William Jackson Hooker. Trillium discolor ingår i släktet treblad, och familjen nysrotsväxter. Inga underarter finns listade.

## Bildgalleri

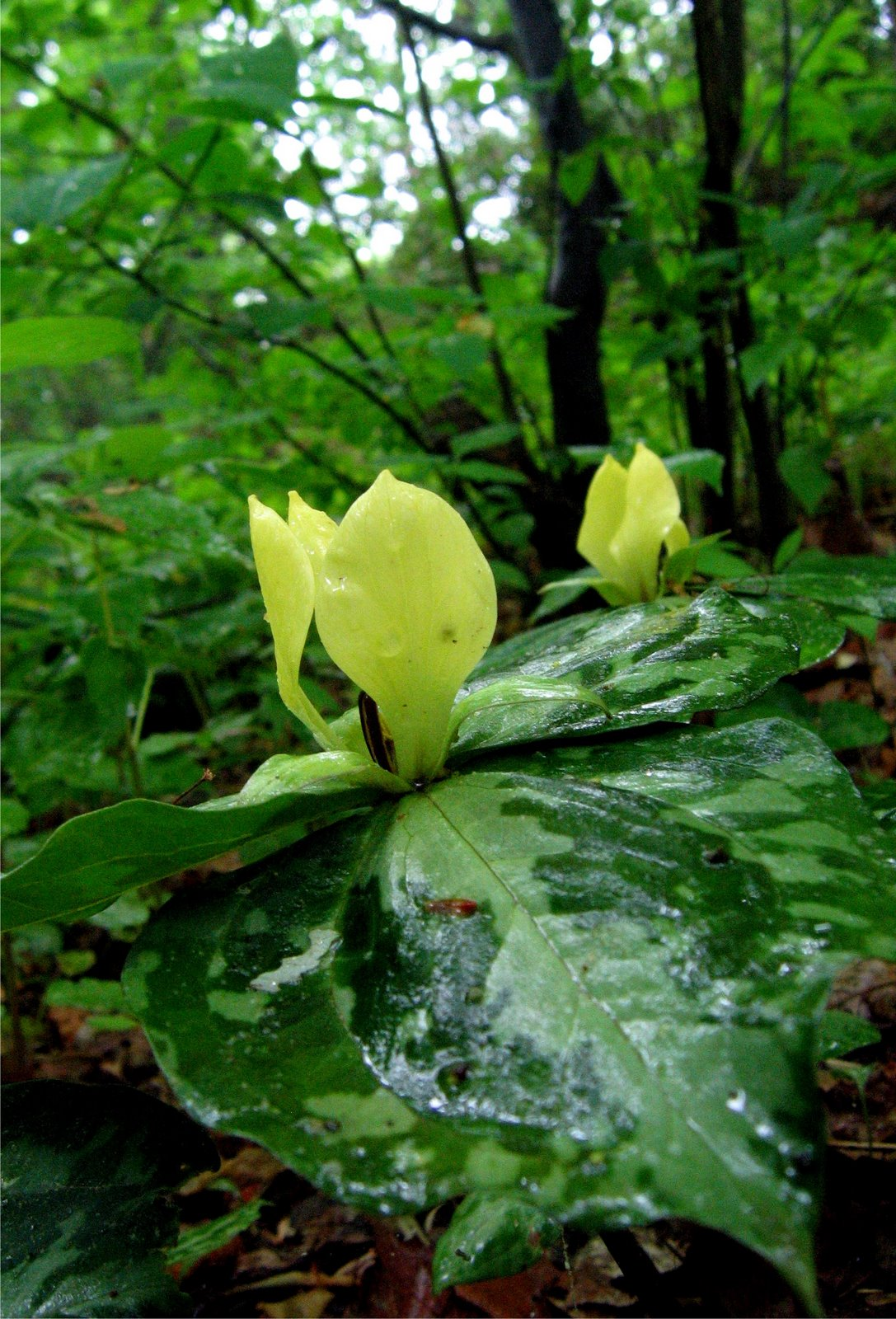